# Mika Godts
Mika Godts (Lovaina, Bélgica, 7 de julio de 2005) es un futbolista belga que juega de delantero en el Ajax de Ámsterdam de la Eredivisie.

## Primeros años
De Lovaina, fue inicialmente jugador juvenil en el R. S. C. Anderlecht antes de fichar por el K. R. C. Genk en 2020. También representó a Bélgica en la categoría sub-17 por primera vez en 2020.

## Trayectoria
Durante la temporada 2022-23 jugó 19 partidos con el Jong Genk en la Segunda División de Bélgica marcando 7 goles. Señaló que no tenía intención de firmar un nuevo contrato con el club al acercarse la fecha de expiración de su contrato en junio de 2023.
El 31 de enero de 2023 firmó un contrato de dos años y medio con el Ajax. El Ajax pagó un millón de euros y se negoció una cláusula de venta. Debutó como goleador con el Jong Ajax el 20 de febrero de 2023 en casa contra el MVV Maastricht (4-2).

## Estilo de juego
Se describe como un extremo izquierdo que también puede jugar de delantero centro. Se le ha comparado con el ex internacional belga Eden Hazard.

## Estadísticas

### Clubes
Actualizado al último partido disputado el 7 de noviembre de 2024.
| Club                             | Div.          | Temporada     | Liga  | Liga  | Liga   | Copas nacionales | Copas nacionales | Copas nacionales | Copas internacionales | Copas internacionales | Copas internacionales | Total | Total | Total  |
| Club                             | Div.          | Temporada     | Part. | Goles | Asist. | Part.            | Goles            | Asist.           | Part.                 | Goles                 | Asist.                | Part. | Goles | Asist. |
| -------------------------------- | ------------- | ------------- | ----- | ----- | ------ | ---------------- | ---------------- | ---------------- | --------------------- | --------------------- | --------------------- | ----- | ----- | ------ |
| Jong Genk · Bélgica              | 2.ª           | 2021-22       | 19    | 7     | 1      | —                | —                | —                | —                     | —                     | —                     | 19    | 7     | 1      |
| Jong Genk · Bélgica              | Total club    | Total club    | 19    | 7     | 1      | 0                | 0                | 0                | 0                     | 0                     | 0                     | 19    | 7     | 1      |
| Jong Ajax · Países Bajos         | 2.ª           | 2022-23       | 11    | 3     | 1      | —                | —                | —                | —                     | —                     | —                     | 11    | 3     | 1      |
| Jong Ajax · Países Bajos         | 2.ª           | 2023-24       | 14    | 6     | 3      | —                | —                | —                | —                     | —                     | —                     | 14    | 6     | 3      |
| Jong Ajax · Países Bajos         | Total club    | Total club    | 25    | 9     | 4      | 0                | 0                | 0                | 0                     | 0                     | 0                     | 25    | 9     | 4      |
| Ajax de Ámsterdam · Países Bajos | 1.ª           | 2022-23       | 3     | 0     | 1      | 1                | 0                | 0                | 0                     | 0                     | 0                     | 4     | 0     | 1      |
| Ajax de Ámsterdam · Países Bajos | 1.ª           | 2023-24       | 13    | 0     | 2      | 0                | 0                | 0                | 3                     | 0                     | 0                     | 16    | 0     | 2      |
| Ajax de Ámsterdam · Países Bajos | 1.ª           | 2024-25       | 10    | 2     | 1      | 0                | 0                | 0                | 9                     | 4                     | 3                     | 19    | 6     | 4      |
| Ajax de Ámsterdam · Países Bajos | Total club    | Total club    | 26    | 2     | 4      | 1                | 0                | 0                | 12                    | 4                     | 3                     | 39    | 6     | 7      |
| Total carrera                    | Total carrera | Total carrera | 70    | 18    | 9      | 1                | 0                | 0                | 12                    | 4                     | 3                     | 83    | 22    | 12     |